# Palazzo San Gervasio
Palazzo San Gervasio är en ort och kommun i provinsen Potenza i regionen Basilicata i Italien. Kommunen hade 4 825 invånare (2017).